# Josef Engelhart
Josef Anton Engelhart (n. Viena; 19 de agosto de 1864 - f. íb.; 19 de diciembre de 1941) fue un pintor y escultor austriaco.

## Trayectoria
Engelhart estudió en las academias de arte de Viena y Múnich, así como en París, España, Italia, Grecia y Egipto. Fue uno de los miembros fundadores de la Secesión vienesa (el movimiento modernista austriaco), de la que fue presidente en los años 1899-1900 y 1910-1911, y que abandonó en 1939.
En 1992 la biblioteca municipal y nacional de Viena organizó una exposición sobre este artista.

## Algunas obras

### Escritos
- Josef Engelhart. Ein Wiener Maler erzählt – Mein Leben und meine Modelle, Wilhelm Andermann Verlag, Viena, 1943

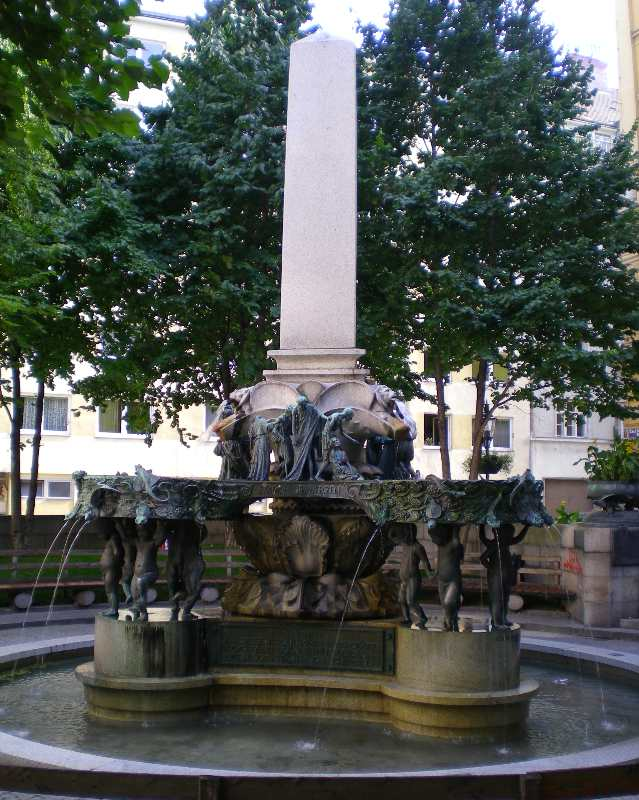
Fuente de Karl-Borromäus en la autopista de Viena

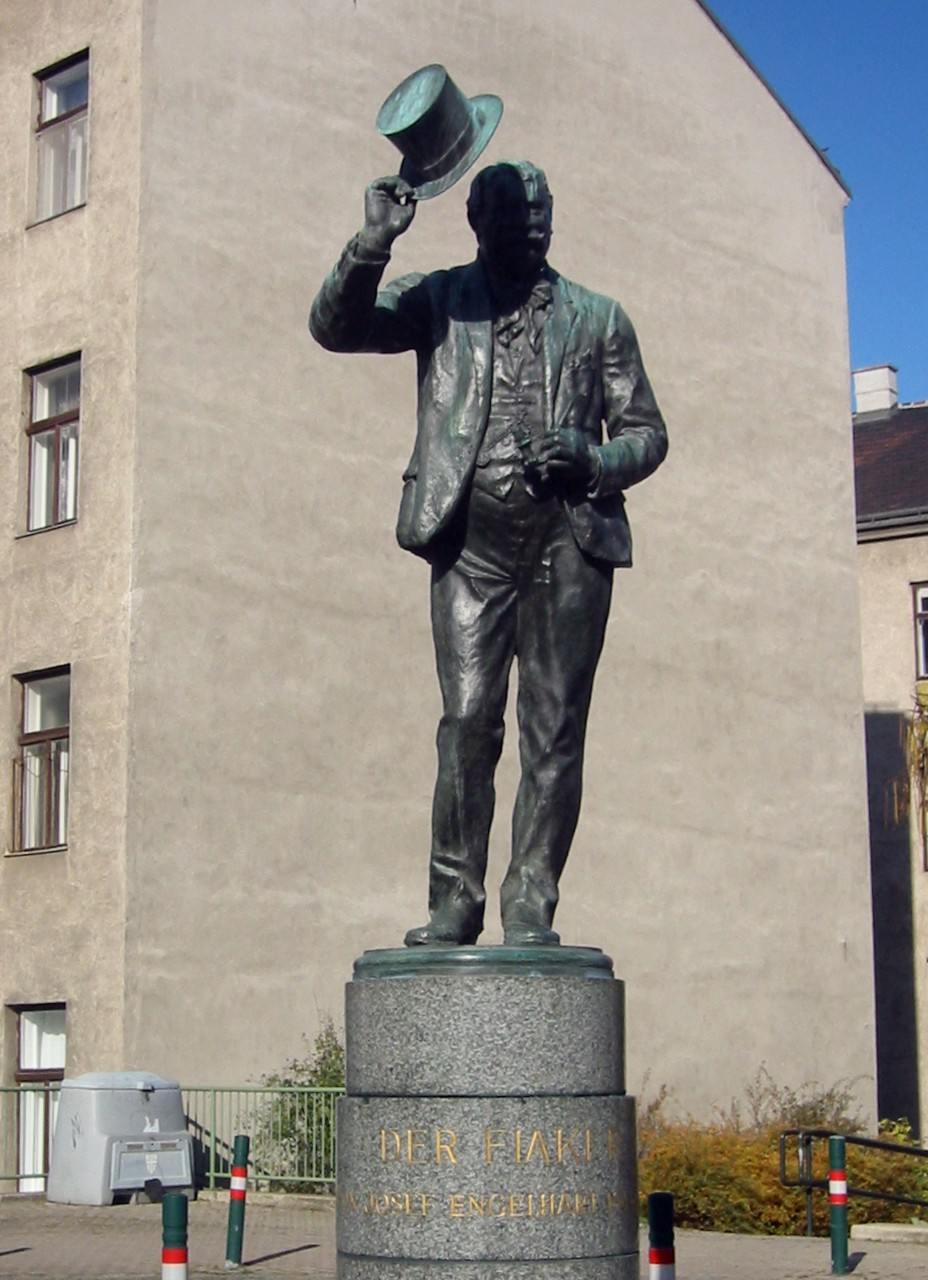
Su estatua

### Pintura
- Akt im Grünen (Künzelsau, Sammlung Würth, Inv. N.º 2.615), 1889, óleo sobre lienzo, 22 x 47 cm
- Ball auf der Hängstatt (Wien Museum, Inv. N.º 34.315), 1890, óleo sobre lienzo, 100,8 x 150,5 cm
- Das Erdberger Mais (Wien Museum, Inv. N.º 42.738), 1890, óleo sobre lienzo, 58 x 37 cm
- Selbstporträt mit Zylinder (Wien, Belvedere, Inv. N.º 5.867), 1892, óleo sobre tabla, 61 x 46,5 cm
- Blick aus meinem Fenster (Wien, Belvedere, Inv. N.º 1.039), 1892, témpera sobre papel, 65 x 60 cm
- Die Kartenspieler (Wien Museum, Inv. N.º 42.737), 1893, óleo sobre lienzo, 65 x 80 cm
- Im Gartenrestaurant (Wien, Belvedere, Inv. N.º 5.212), 1893, óleo sobre tabla, 28 x 26 cm
- Damenporträt aus Taormina (Wien Museum, Inv. N.º 214.440), 1894, pastel, 64 x 49,5 cm
- Kühe am Wasser (St. Pölten, Niederösterreichisches Landesmuseum, Inv. N.º 6.589), 1895, óleo sobre lienzo, 92 x 136,3 cm
- Waldsee-Badende (Wien Museum, Inv. N.º 214.434), óleo sobre lienzo, 70 x 100 cm
- Karnerleute (St. Pölten, Niederösterreichisches Landesmuseum, Inv. N.º 6.533), 1900, óleo sobre lienzo, 115 x 115 cm
- Akt im Freien stehend (Wien Museum, Inv. N.º 214.430), 1900, óleo sobre lienzo, 120 x 65,5 cm
- Loge im Sophiensaal (Wien Museum, Inv. N.º 45.641), 1903, óleo sobre lienzo, 100 x 95 cm
- Die Blumenmädchen (Wien Museum, Inv. N.º 214.431), 1903, óleo sobre lienzo, 192 x 150 cm
- Die Rax (Wien Museum, Inv. N.º 74.701), 1905, óleo sobre lienzo, 94 x 104 cm
- Die Vertriebenen (Wien Museum, Inv. N.º 214.441), 1915, pastel, 56 x 118 cm
- Wien im Jahre 1918 (Wien Museum, Inv. N.º 42.739), 1918, óleo sobre lienzo, 148 x 191 cm
- Der Nordbahnhof am 8. November 1918 (Museo de Viena, Inv. N.º 143.681), 1918, óleo sobre tabla, 59,5 x 73,8 cm

### Escultura
- Büste Josef Plečnik (Wien, Belvedere, Inv. Nr. 1.052), 1907, Bronce, 35 cm
- Karl-Borromäus-Brunnen (Wien, Karl-Borromäus-Platz), 1904-09
- Sepultura de Rudolf von Alt (Viena, Cementerio Central de Viena)
- Waldmüller-Denkmal (Wien, Rathauspark), 1908-13, Mármol
- Büste Ignaz Seipel (Wien, Universität), 1933
- Fiakerdenkmal (Wien, Fiakerplatz), 1938, Bronce
- Johannes der Täufer (Stollwerck-Mausoleum), Bronce